# Sultanato de Bulungan
El Sultanato de Bulungan (کسلطانن بولوڠن) era un estado principesco de Indonesia ubicado en la entonces existente Regencia de Bulungan (que en ese momento cubría todo el territorio que ahora comprende la provincia de Borneo Septentrional de Indonesia) en el este de la isla de Borneo. Su territorio abarcaba las costas orientales de Borneo Septentrional y Tawau, Malasia.

## Preestablecimiento
Hasta 1860, Bulungan fue súbdito de Joló. Durante este período, los barcos comenzaron a viajar a Joló, Tarakan y de allí al interior de Bulungan, para comerciar directamente con Tidung. Fue gracias a una adquisición territorial como esta que Sulu se convirtió en sultanato por derecho propio. Supuestamente, esta influencia terminó en 1878 con la firma de un tratado entre ingleses y españoles, que dividió Sulu.

## Fundación
El sultanato fue fundado por un grupo Kayan, los Uma Apan, que se originaron en la región interior de Apo Kayan (meseta montañosa de Kayan), antes de establecerse cerca de la costa en el siglo XVII. Hacia 1650, una princesa del grupo se casó con un hombre de Brunéi. Este matrimonio fundó un linaje hindú que se instaló en la región del actual Tanjung Selor . Hacia 1750, esta dinastía se convirtió al Islam. Sus gobernantes tomaron el título de Sultán y fueron reconocidos como vasallos del sultán de Berau, reconociéndose este último vasallo del reino de Kutai.
En 1850, los holandeses, que habían conquistado Berau en 1834 e impuesto su soberanía sobre Kutai en 1848, firmaron con el sultán de Bulungan un Contrato Politiek . Los holandeses intervinieron en la región para combatir la piratería y el tráfico de esclavos.

## Intervención extranjera
En 1881, la Compañía Privilegiada de Borneo del Norte se creó, colocando así el norte de Borneo bajo la jurisdicción británica, a pesar de las objeciones neerlandesas iniciales. El sultanato finalmente se incorporó al imperio colonial de la Indias Orientales Neerlandesas en la década de 1880. Los neerlandeses instalaron un puesto del gobierno en 1893 en Tanjung Selor. En el siglo XX, como muchos otros estados principescos del archipiélago, el sultán se vio obligado a firmar un Korte verklaring; una "breve declaración" en la que vendió la mayoría de sus poderes sobre la tierra aguas arriba.
Los neerlandeses finalmente reconocieron la frontera entre las dos jurisdicciones en 1915. El sultanato fue concedido Zelfbestuur ("autoadministración") estado en 1928, otra vez como muchos estados principescos de las Indias Neerlandesas.
El descubrimiento del petróleo por el BPM (Bataafse Petroleum Maatschappij) en las islas de Bunyu y Tarakan dio gran importancia a Bulungan para los holandeses, que hicieron de Tarakan la ciudad principal de la regencia.

## Post-independencia de Indonesia
Tras el reconocimiento de la independencia de Indonesia del Reino de los Países Bajos, el territorio recibió el estatus de Bulungan Wilayah swapraja, o "territorio autónomo", en 1950, antes de recibir el estatus de Wilayah istimewa, o "territorio especial", en 1955. El último sultán, Jalaluddin, murió en 1958. El sultanato fue abolido en 1959 y el territorio pasa a ser un simple kabupaten, o "regencia".
En la madrugada del viernes 3 de julio de 1964, una tropa de 517 soldados de Brawijaya liderada por el teniente B Simatupang bajo las órdenes del general de brigada Suharjo se abalanzó rápidamente sobre el Palacio Bulungan, secuestrando a sus aristócratas habitantes mientras quemaba el resto de los terrenos del palacio, que duró 2 días y noches del viernes 24 de julio de 1964. Los secuestrados fueron posteriormente asesinados; se informó que un Raja Muda Datu Mukemat en particular fue llevado al mar entre las islas de Tarakan y Bunyu, donde lo encadenaron con piedras como peso, lo mataron a tiros y lo arrojaron al mar.

## Galería

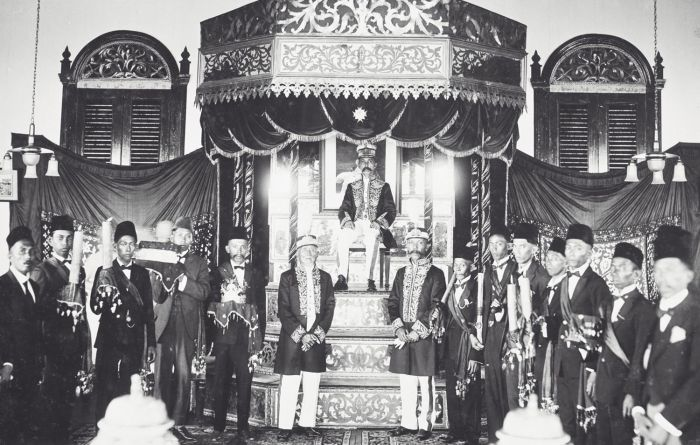
a clase gobernante del Sultanato de Bulungan (tomado c. 1925-1935).
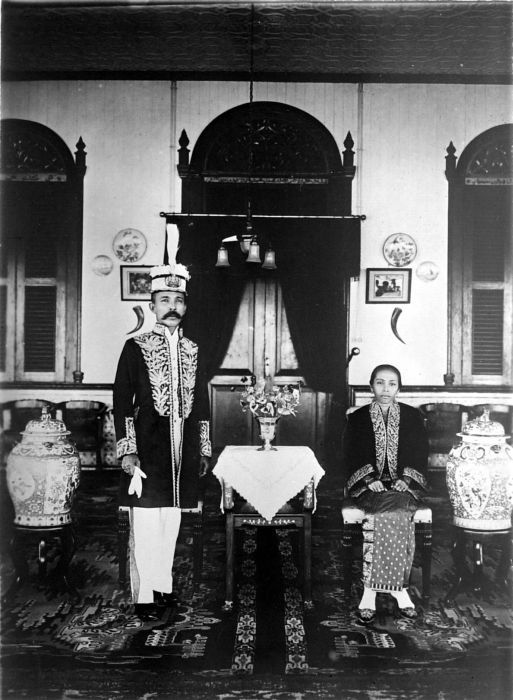
Abdul Jalil de Bulungan con la reina consorte (1940).